# 黃和 (明朝)
黃和（1569年—？），字本中，號慰川。山東沂州衛軍籍福建邵武府泰寧縣人，晚明官員。同進士出身。

## 生平
黃和於萬曆二十八年（1600年）庚子科山東鄉試中舉人，萬曆三十二年（1604年）成甲辰科三甲進士，大理寺觀政，授順天府固安縣知縣，為官精明，處事得當。升南戶部主事，四十一年升员外、郎中，四十三年出官臨洮知府，正逢災害，賑濟民眾數萬人。四十八年升陕西潼關兵備道副使。天啓二年（1622年）升陕西苑馬寺卿，四年致仕歸里。入祀沂州鄉賢祠。乾隆《沂州府志》有傳。

## 家族
曾祖黃鉞，祖黄志美，父黄卷。前母魏氏，母陳氏。永感下。兄科、程、弟穆、啟泰、開泰、運泰。娶龔氏。子黃圖昌，崇禎元年戊辰進士，任山西澤州知縣，有政聲。因黃和、黃圖昌父子皆顯貴，其故居地得名官宅村，在今枣庄市马兰屯镇。